# Carterella (protista)
Carterella es un género de foraminífero bentónico de la familia Pellatispiridae, de la superfamilia Nummulitoidea, del suborden Rotaliina y del orden Rotaliida. Su especie tipo es Alveolina meandrina. Su rango cronoestratigráfico abarcaba el Thanetiense (Paleoceno superior).

## Discusión
Algunas clasificaciones incluyen Carterella en la familia Miscellaneidae.

## Clasificación
Carterella incluye a la siguiente especie:
- Carterella meandrina †